# Forbes March
Forbes William March (ur. 12 maja 1973 w Bristol) – kanadyjski aktor.

## Życiorys
Jest starszym synem doktora Petera Marcha, profesora filozofii Uniwersytetu im. Św. Marii w Halifax i nauczycielki. Dorastał wraz z młodszym bratem Andy w Nowej Szkocji. Chciał zostać lekarzem i zapisał się do szkoły medycznej przy Uniwersytecie McGill w Montrealu. Jednak ostatecznie porzucił szkołę na rzecz aktorstwa, którego się uczył w prestiżowym Instytucie Aktorskim Lee Strasberga.
Pracował jako model dla Armaniego, Tommy’ego Hilfigera i Marboro Clothing. Po gościnnym występie w kanadyjskim serialu Northwood (1991), pojawił się na kinowym ekranie w dramacie Mordercza intryga/Bezwzględny (Dangerous Indiscretion, 1994) u boku Joan Severance i Malcolma McDowella. Sławę zyskał w roli Scotta Parkera Chandlera w operze mydlanej ABC Wszystkie moje dzieci (All My Children, 1999-2000). Zagrał w jednym z odcinków serialu CBS CSI: Kryminalne zagadki Las Vegas (2005). Wystąpił jako Nash Brennan w operze mydlanej ABC Tylko jedno życie (One Life to Live, 2007).
W dniu 14 listopada 1999 roku poślubił Vanessę Sergio, mają córkę Marinę Jeanette i syna Petera Forbesa (ur. 29 września 2006). Zamieszkali razem w Hoboken.